# Región de Dajla-Río de Oro
Dajla-Río de Oro (en árabe: جهة الداخلة وادي الذهب‎) es considerada por Marruecos una de las doce regiones en que se organiza su territorio. Se encuentra en el sur del territorio en disputa del Sahara Occidental. Su capital es Dajla.

## Estatus político
Esta región se encuentra ocupada por Marruecos casi en su totalidad, siendo parte integrante del territorio por descolonizar del Sahara Occidental. Marruecos lo considera una de sus doce regiones; el Frente Polisario y otros grupos saharauis independentistas afirman que forma parte de la República Árabe Saharaui Democrática. Las Naciones Unidas y muchos Estados no reconocen ni la soberanía marroquí ni la autodeclarada república saharaui.

## Geografía
La región tiene un área de 130 898 kilómetros cuadrados y una población de 142 955 habitantes, de acuerdo con el censo de 2014. Su capital es la ciudad costera de Dajla, denominada Villa Cisneros durante la colonización española.

### Subdivisiones
Dajla-Río de Oro está constituida por dos provincias:
- Provincia de Auserd
- Provincia de Río de Oro

## Historia
Dajla-Río de Oro fue creada por el decreto n.º 2-15-10 de 20 de febrero de 2015, que estableció en Marruecos una nueva división territorial con doce regiones. Las provincias que componían la antigua región de Río de Oro-La Güera pasaron a formar la nueva región de Dajla-Río de Oro.